# Nokturnal Mortum
Nokturnal Mortum ist eine Black-/Pagan-Metal-Band aus der Ukraine. Die Alben NeChrist, The Taste of Victory und Weltanschauung werden dem nationalsozialistischen Spektrum des Black Metal zugeordnet.

## Bandgeschichte
Die Band wurde am 31. Dezember 1991 von Knjaz Varggoth (Gesang/Gitarre), Munruthel (Schlagzeug) und Xaarquath (Bass) als Death-Metal-Band unter dem Namen Suppuration in Charkiw gegründet. Knjaz Varggoth hatte im selben Monat seine vorige Band Leprosy verlassen. Die Band spielte 1992 das Demo Ecclesiastical Blasphemy im St. Maybe Soundfactory ein, das über das belgische Label Shiver Records vertrieben wurde. 1993 wurde Suppuration aufgelöst, Knjaz Varggoth und Munruthel machten mit Karpath als Crystaline Darkness weiter und nahmen das Demo Mi Agama Khaz Mifisto auf. 1994 verließen Knjaz Varggoth und Munruthel Crystaline Darkness, formierten mit allen Mitgliedern von Suppuration Nocturnal Mortum und nahmen das Twilightfall-Demo auf, die Originalaufnahmen gingen allerdings verloren. 1995 wurde das C im Bandnamen durch ein K ersetzt, um eine mögliche Namensgleichheit ausschließen zu können, und das Demo neu aufgenommen.
1996 löste sich Crystaline Darkness auf, Karpath stieß als Gitarrist zu Nokturnal Mortum. Mit ihrem 1997 über MetalAgen Records veröffentlichten Album Goat Horns schaffte die Gruppe auch den Durchbruch im westlichen Ausland. Im Januar 1998 nahm The End Records die Gruppe unter Vertrag. Mit To the Gates of Blasphemous Fire (1999) wurde die Musik härter, chaotischer und weniger keyboard-lastig. Die ersten Alben der Band wurden über The End Records und als Lizenzpressungen auch über Nuclear Blast veröffentlicht.
2000 wurde Munruthel zeitweilig aus der Band entlassen; während dieser Zeit halfen Istukan (Dub Buk) und Khaoth (Hate Forest, Khors, Astrofaes, Tessaract) als Schlagzeuger aus. In dem Jahr erschien auch das Album Нехристь; nach dessen Veröffentlichung und der Wiederveröffentlichung des Demos Lunar Poetry trennte sich The End Records wegen der neonazistischen Gesinnung der Band von dieser. Trotzdem veröffentlichte das Label 2007 das Lied Night Before the Fight auf der Kompilation The Dark Psyche: An Aural Exhibition of Black Metal from Top Scholars in the Genre.
2001 konzentrierten sich die Mitglieder der Band stärker auf ihre Nebenprojekte Mistigo Varggoth Darkestra, Munruthel und Finist. Nokturnal Mortum nahm neben einem Graveland- und einem Burzum-Cover nur ein eigenes Lied auf. Im Jahr 2002 gründete Varggoth neben seinem bisherigen Solo-Nebenprojekt Mistigo Varggoth Darkestra ein weiteres Musikprojekt namens Aryan Terrorism, dessen Ausrichtung offen neonazistisch war. Ebenso nahm Varggoth gemeinsam mit weiteren rechtsextremen Musikern an Aufnahmen der russischen Pagan-Metal-Band Temnozor teil. Außerdem waren Knjaz Varggoth, Munruthel und Saturious Mitglieder der polnischen Pagan-Folk-Band Piorun.
Ende 2009 erschien das Nokturnal-Mortum-Album The Voice of Steel unter dem Originaltitel Голос Сталі über Knjaz Varggoths eigenes Label Oriana Music. Eine LP-Version soll über Osmose Productions erscheinen, wo 2012 auch die übrigen Veröffentlichungen auf Vinyl neu aufgelegt werden sollen. Auf Golos Stali  wurde die Musik der Band epischer und man nahm Elemente Progressive/Hard Rock und Blues in das Klangbild auf. Auf explizit nationalsozialistische Thematik verzichtete die Band von nun an, vereinzelt, z. B. auf dem Lied Ukraina schwingen aber weiterhin nationalistische Untertöne mit. Im Jahr 2016 veröffentlichte Nokturnal Mortum eine Split-CD mit der ebenfalls rechtsextremen Musikgruppe Graveland.
Vier Jahre dauerten die Arbeiten an dem 2017 erschienenen Album Istina (Wahrheit) an. Durch den Ukrainekonflikt und dem Ausstieg einiger Musiker, darunter dem langjährigen Multi-Instrumentalisten Saturious, verzögerte sich die Fertigstellung des Albums. Insgesamt sieben Gastmusiker wirkten für die traditionellen Instrumente mit. Istina wurde weniger begeistert aufgenommen als der Vorgänger, der Band wird eine zunehmende Kommerzialisierung vorgeworfen.

## Musikstil
Durch die Vermischung von traditionellen ukrainischen Instrumenten mit Black-Metal-Einflüssen erlangte die Band mit dem Album Goat Horns zahlreiche positive Rezensionen und einen recht hohen Bekanntheitsgrad innerhalb der Black-Metal-Szene. Die Lieder sind komplex aufgebaut und die Melodien werden von zwei Keyboards getragen; die Musik auf Goat Horns erinnert an den Stil damals bereits populär gewordener Bands wie Emperor, Cradle of Filth oder Dimmu Borgir, und wurde auch „als ‚die ukrainische Antwort auf Dimmu Borgir‘ angepriesen“ ist aber aggressiver als bei zeitgenössischen Alben dieser Bands. Das keyboard-basierte Intro Black Moon Overture orientiert sich an klassischer Musik, wobei Robert Müller vom Metal Hammer der Ansicht ist, dass der Einsatz von zwei Keyboardern „vor allem bei der klebrigen ‚Black Moon Overture‘ für angespannte Nerven sorgt“. Lieder wie Goat Horns oder Kolyada verbinden Kirchenglocken, das Heulen des Winds, akustische Gitarrenparts und extremen Metal mit traditioneller ukrainischer Folkmusik.
Auf dem Nachfolger To the Gates of Blasphemous Fire orientierte die Band sich am „rohen, brachialen Black Metal der alten Schule“; die Musik „kommt deutlich mehr auf den Punkt und hat aufgrund der derberen Geschwindigkeit deutlich an manischer Intensität zugelegt“. Der Stil erinnert „an alte Emperor, und zwar auf eine durchaus angenehme Art und Weise. Leider ist der Sound dieser CD etwas breiig, wodurch einige Details der majestätischen Arrangements und vor allem viel von dem spirituellen Fluidum dieser Musik verzerrt und [sic!] unzugänglich wird.“ Mit Нехристь beziehungsweise NeChrist „ergibt sich die ironische Situation, die Ukrainer als Band für alle, denen Dimmu Borgir nicht den wahren Black Metal geben, darstellen zu müssen. Finster scheppernd, kakophon hämmernd, mit majestätischen Keyboards, die sich wie auf den ältesten Emperor-Aufnahmen aus dem Geklirre erheben, bohren sie sich in die Regionen der Szene, in denen ihre Chancen am größten sind: den puren Untergrund. Das schließt eine deutliche Ablehnung der internationalen Gleichmacherei der Musik ein, Nokturnal Mortum singen einen Großteil ihrer Songs auf Russisch und bringen mit Hilfe eines Folklore-Ensembles viel von dieser eigenartig melancholisch-wilden slawischen Atmosphäre ins Spiel“, und im Gegensatz zu Dimmu Borgir bietet das Album „keine glattpolierte, mächtige Produktion“. Die traditionellen Instrumente nahmen einen immer größeren Stellenwert in der Musik der Band ein. Auf dem Album Weltanschauung bzw. Мировоззрение spielt die Band Pagan Metal in einem osteuropäischen Stil, der sich stark vom skandinavischen abhebt und traditionelle Instrumente noch mehr als zuvor in die Musik einbindet. Auf dem Album The Voice of Steel beziehungsweise Голос Сталі vermischt die Band „ihren originären Pagan Metal mit symphonischen Bombast und progressiven Tendenzen“.

## Ideologie
Anfangs bezeichnete die Band ihre Musik noch als „Lunar Black Metal“ und forderte in der Cover-Beilage von Lunar Poetry die Tötung der Christen, die Zerstörung ihrer Kirchen und die Rückkehr zu den Göttern ihrer Väter und bezeichnete Jesus Christus als „gekreuzigten ‚Hippie‘“: „This message is adressed to all people who really believe that Christianism have [sic!] to be destroyed, who want to live without false and hypocrisy, who are eager to learn the eternity, who want to turn theirs souls to the belief of our father-gods. […] We want to see the sky coloured in red by total purifying fire. Millions of stupid idiots are swallowing the maggots of the crucified ‘hippy’. […] Poor creatures of their own imagination speaks about eternal soul don’t paying [sic!] any attention to the fact that their souls are currently dead. […] Wolves! Your destiny is in your hands. Cross-loving winbs [sic!] have to be killed, their churches destroyed, this age have [sic!] to be burned on a sepultural bonfire. By the name of our ancient gods, spirits of the nature and mystic eternity we bless you!“
Ab der EP Marble Moon zeigte die Band eine offen nationalsozialistische Gesinnung, die sich dort in Hakenkreuzen im Logo der Band und auf To the Gates of Blasphemous Fire in der Abbildung eines SS-Totenkopfes, einem Keltenkreuz und dem Hinweis „NOKTURNAL MORTUM & KOLOVRAT PRODUCTIONS is a proud member of THE PAGAN FRONT“ manifestierte. Ab dem Album Нехристь beziehungsweise NeChrist zeigte diese sich auch in Texten wie The Call of Aryan Spirit. Auch in Interviews, bei Auftritten und auf ihrer Website zeigte die Band ihre Gesinnung offen und bezeichnete ihre Musik selbst als „heidnischen arischen NSBM“. Aussagen und Texte zeigen deutliche Einschläge neo-völkischer sowie neopaganistischer Ideen und auf einigen Alben eine Tendenz zu Gedanken der Ariosophie bzw. eine Hervorhebung der Bevölkerung des kulturellen Europas als Arier. 2008 behauptete der Sänger und Gitarrist der Band, Knjaz Varggoth, er habe kein Interesse an politischen Strömungen und habe Nokturnal Mortum nie als politische Band angesehen; allerdings sind seine Ideologie und die Texte des 2005 veröffentlichten Albums Weltanschauung von den Schriften des „esoterischen Hitleristen“ und Holocaustleugners Miguel Serrano beeinflusst. Außerdem stellte die Band den Zweiten Weltkrieg im Lied The Taste of Victory als von einer jüdischen Verschwörung angeheizten Bruderkrieg der europäischen Völker dar:

“Though it’s your brother stands on other side still it’s time to fullfill the orders to kill

The beast thirsts for Aryan blood squeezing down his greedy claws

With a stolen power he forces brothers to whet against each other

By slyness the blood has been spilled pride has been forgotten and defamed

But the memory still lives in our hearts […]

What incited Germans to go against slavs who made Russia to rot Ukraine

Who sucked power from the world like a vampire who feels himself a master today

[…]

Towers have fallen but the persons do stand firm and the Mason’s pyramides do stare into our souls

The taste of victory is bitterness and sarcasm

It’s price was Shekel and their scourge upon our trampled backs

Oh world beware new master this desert breed won’t die on their own

If they weren’t burnt those 60 years ago they should be burnt today”

„Obwohl es dein Bruder ist, der auf der anderen Seite steht, ist es Zeit, den Befehl zu töten zu befolgen

Die Bestie dürstet nach arischem Blut, drückt ihre gierigen Krallen nieder

Mit gestohlener Macht zwingt sie Brüder, gegeneinander zu kämpfen

Durch Durchtriebenheit ist das Blut vergossen worden, Stolz ist vergessen und diffamiert worden

Doch die Erinnerung lebt noch immer in unseren Herzen […]

Was stiftete Deutsche dazu an, gegen Slawen anzugehen? Wer ließ Russland die Ukraine ausrotten?

Wer saugte Kraft aus der Welt wie ein Vampir? Wer fühlt sich heute wie ein Meister?

[…]

Türme sind gefallen, aber die Personen stehen fest und die Pyramiden der Maurer starren in unsere Seelen

Der Geschmack des Sieges ist Bitterkeit und Sarkasmus

Sein Preis war Schekel und ihre Geißel auf unseren niedergetrampelten Rücken

Oh Welt, hüte Dich, diese Wüstenbrut wird nicht von selbst sterben

Hätte man sie nicht vor 60 Jahren verbrannt, müssten sie jetzt verbrannt werden“

Außerdem war Nokturnal Mortum bis 2008 Mitglied der Pagan Front, eines weltweiten Zusammenschlusses neonazistischer Black- und Pagan-Metal-Bands.

## Diskografie
- 1992: Ecclesiastical Blasphemy (Demo), als Suppuration
- 1993: Mi Agama Khaz Mifisto (Demo), als Crystaline Darkness
- 1995: Twilightfall (Demo)
- 1995: Black Clouds over Slavonic Lands (Demo)
- 1996: Lunar Poetry (Demo, MetalAgen)
- 1996: Path of the Wolf/Return of the Vampire Lord (Split-Demo mit Lucifugum, MetalAgen)
- 1997: Return of the Vampire Lord (EP)
- 1997: Marble Moon (EP)
- 1997: Goat Horns (MetalAgen)
- 1998: To the Gates of Blasphemous Fire (Oriana Productions)
- 1999: Нехристь (Oriana Productions; 2000 unter dem Titel NeChrist bei The End Records und Last Episode erschienen)
- 2004: The Taste of Victory (EP, Oriana Productions)
- 2004: Eleven Years Among the Sheep (Best-of, UnHoly Records)
- 2005: Weltanschauung (No Colours Records; mit russischen statt englischen Texten unter dem Titel Мировоззрение bei Oriana Productions erschienen) (indiziert)[16]
- 2006: Thurisaz auf Chronicles of Tyranny & Blood – A Tribute to Graveland (Totenkopf Propaganda)
- 2007: Eastern Hammer (Split mit Graveland, North und Temnozor, Hammerbolt Productions; 2008 unter dem Titel Молот Восточной Европы bei Stellar Winter Records erschienen)
- 2009: Live in Katowice (Live-CD/-DVD, No Colours Records)
- 2009: Голос Сталі (Oriana Productions)
- 2016: The Spirit Never Dies (Split mit Graveland, bei Heritage Recordings erschienen)
- 2017: Істина (Oriana Productions)
- 2022: До лунарної поезії (Oriana Music)